# Чёрный манакин
Чёрный манакин (лат. Xenopipo atronitens) — вид птиц из семейства манакиновых.

## Распространение
Обитают в Боливии, Бразилии, Колумбии, Французской Гвиане, Гайане, Перу, Суринаме и Венесуэле. Живут в лесах, а также в кустарниковой саванне и зарослях.

## Описание
Длина тела 12—13 см. Масса 12,5—18 г. У этих птиц относительно длинные хвосты и относительно тяжёлые клювы.
Вокализация весьма разнообразна, включая песню «скии! кип-кип-кип-кррр».

## Биология
Питаются небольшими фруктами и насекомыми. Регулярно входят в смешанные группы кормящихся птиц.
МСОП присвоил виду охранный статус LC.